# Dieselmotor W-2

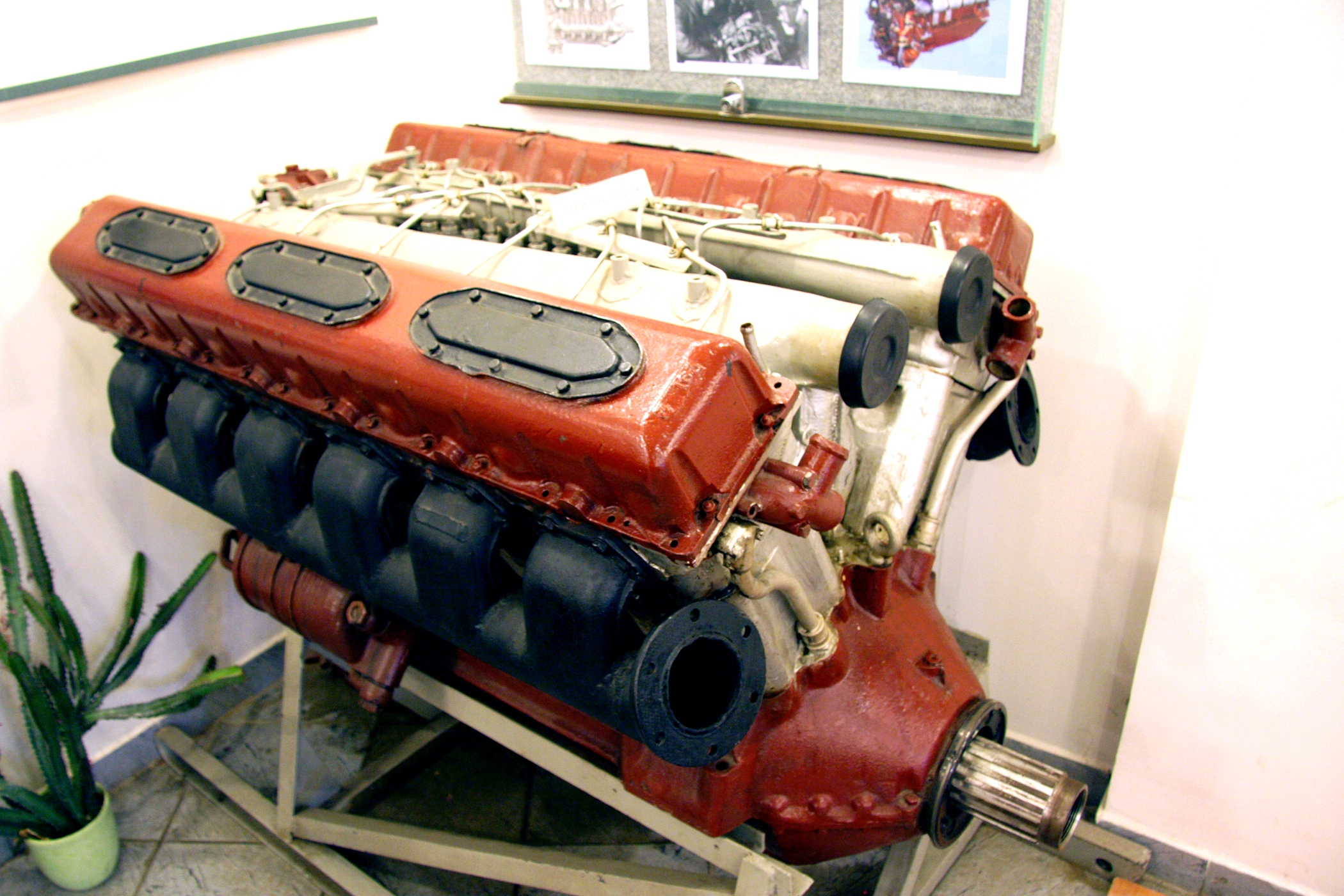
W-2-34

Der Dieselmotor W-2 (russisch В-2) ist ein in der Sowjetunion entwickelter Dieselmotor für Panzer, andere gepanzerte Fahrzeuge sowie Zug- und Arbeitsmaschinen. Der wassergekühlte Zwölfzylinder-V-Motor wurde vorrangig für Kampfpanzer entwickelt und ging im Jahre 1939 in Serienproduktion. Besondere Bekanntheit erlangte er als Antrieb des T-34. Während in allen relevanten panzerbauenden Staaten in der Zeit bis zum Zweiten Weltkrieg und zum Teil weit darüber hinaus nahezu ausschließlich Ottomotoren verwendet wurden, hatte der W-2 durch die Auslegung als Dieselmotor mit Direkteinspritzung und Mehrventiltechnik (vier Ventile je Zylinder) sowie den weitgehenden Einsatz von Gussteilen aus einer Aluminiumlegierung (Kurbelgehäuse, Kolben, Zylinderköpfe und -bänke) eine Sonderstellung inne.
Seine Konstruktion war so wegweisend, dass nahezu alle nach dem Zweiten Weltkrieg in der Sowjetunion und Russland gebauten Panzer mit Weiterentwicklungen des W-2 motorisiert sind. Erst mit der Entwicklung der Armata-Plattform kam ein neuer Motortyp zum Einsatz. Aktuell (2019) wird die letzte Entwicklungsstufe des W-2, der W-93, im Panzer T-90 eingesetzt. Grundaufbau und -abmessungen (Bohrung/Hub) blieben bis heute unverändert, die Leistung stieg von 500 PS im BT-7M (BT-8) von 1938 auf 1.120 PS (824 kW) im T-90M aus den 2000er-Jahren an. Lediglich der T-64 und der T-80 sowie deren Varianten wurden mit anderen Antriebsmaschinen ausgestattet, wobei der äußerst kompakte Fünfzylinder-Gegenkolbenmotor des T-64 zeitlebens Zuverlässigkeitsprobleme hatte und die Gasturbine des T-80 ihre hohe Leistung mit einem extrem hohen Verbrauch erkaufte.
Im zivilen Einsatz werden die Motoren als D12 (russisch Д12) bezeichnet und seit den 1950er-Jahren verwendet, darunter in Lastwagen, Baumaschinen, Lokomotiven, zur stationären Stromerzeugung und als Haupt- und Hilfsmaschinen auf Schiffen.

## Konstruktion

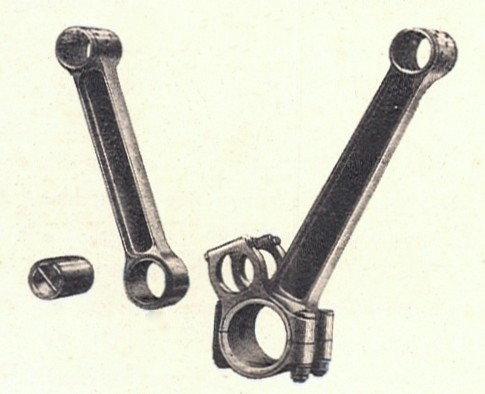
Anlenkpleuel links, Hauptpleuel rechts (Beispiel)

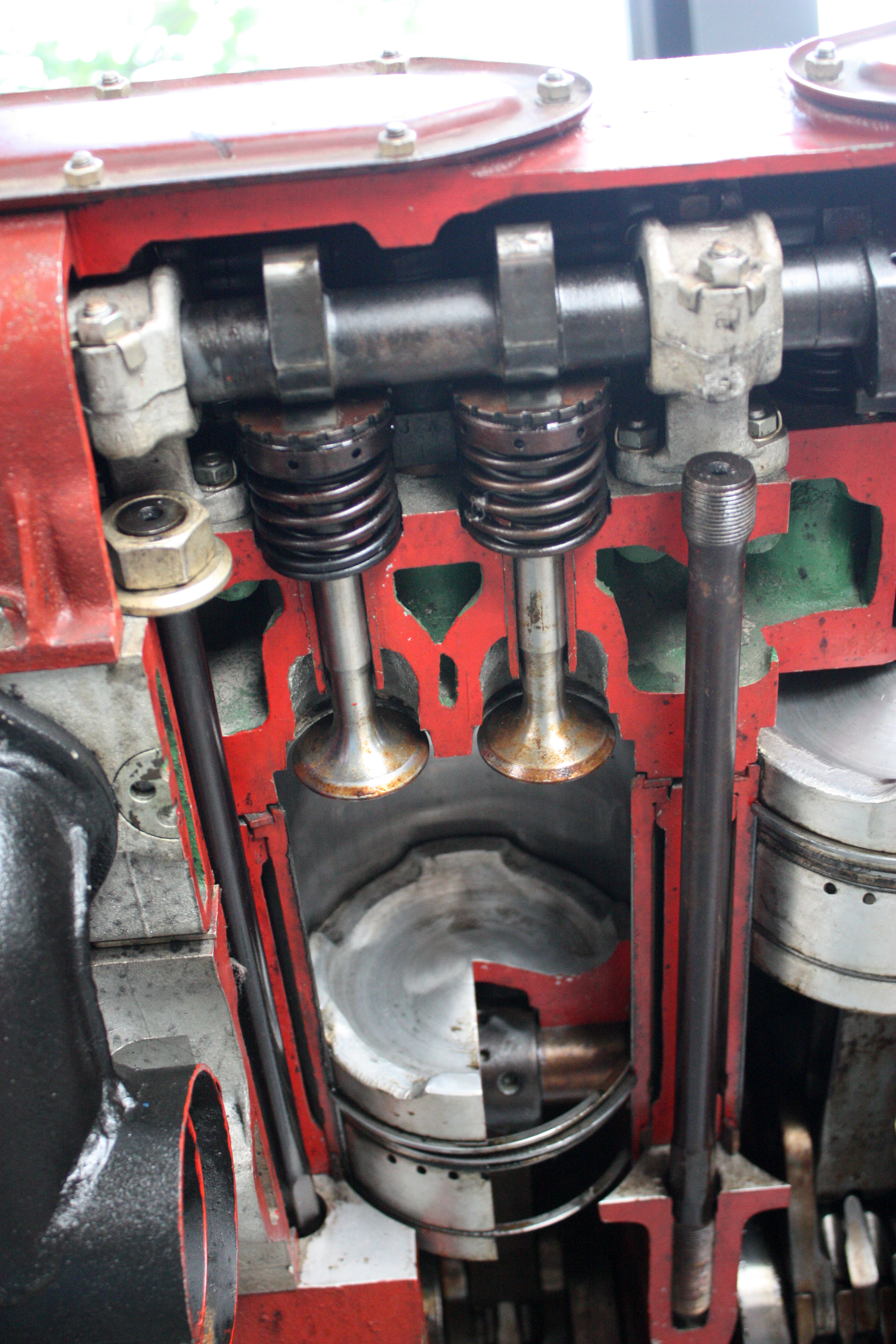
Details Zylinder und Brennraum, Blick auf die beiden Auslassventile

Der Dieselmotor W-2 ist ein V-Motor mit 60° Bankwinkel und eingeschraubten Zylinderlaufbuchsen aus Stahl. Er hat je Zylinder zwei Ein- und zwei Auslassventile (insgesamt 48), die von je zwei Nockenwellen mit Königswellenantrieb betätigt werden (DOHC-Ventilsteuerung). Die Reiheneinspritzpumpe wird von der zwischen den Zylinderbänken befindlichen oberen Vertikalwelle angetrieben. Der Einspritzdruck beträgt 200 bar. Die Einspritzmenge wird von einem Fliehkraftsteller geregelt, der auch die Leerlauf- und Höchstdrehzahl festlegt.
Eine Besonderheit stellt die Gestaltung der Pleuel dar. Die Zylinderreihen sind nicht wie bei den meisten V-Motoren gegeneinander versetzt, sondern die Kolben der linken Zylinderbank sind mit Anlenkpleueln mit den Pleueln der rechten Zylinderbank verbunden. Daraus resultiert ein unterschiedlicher Hub der beiden Zylinderbänke: 180 mm links und 186,7 mm rechts, wodurch sich ein unterschiedliches Verdichtungsverhältnis von 14,5 bzw. 15,5:1 der beiden Zylinderbänke ergibt.
Der W-2 hat eine Trockensumpfschmierung; spätere Modelle wie der W-84 wurden mit einer Druckumlaufschmierung ausgestattet. Als Ölfilter der ersten Modelle diente ein einfacher Drahtfilter. Vor dem Start musste mit einer Handpumpe Öl zu den Schmierstellen gefördert werden.
Um auch bei entladener Starterbatterie bzw. tiefen Temperaturen das Anlassen zu gewährleisten, ist eine pneumatische Startanlage vorhanden: aus dem beim Fahrer untergebrachten Druckluftspeicher wird über einen mit halber Kurbelwellendrehzahl drehenden Verteiler Pressluft über Rückschlagventile in die Zylinder geblasen und damit die Kolben bewegt. Der Druckluftspeicher muss extern aufgefüllt werden und ermöglicht vier bis sechs Startversuche. Ohne Druckluft kann mit dem elektrischen Hilfsanlasser vom Typ ST-700 gestartet werden. Die Motoren der IS-Serie verfügten zusätzlich über einen Schwungradanlasser, der manuelles Anlassen ermöglichte.
Der Motor ist wassergekühlt, das Kühlmittel wird mit einer 500 l pro min fördernden Zentrifugalpumpe umgewälzt. Für die Wärmeabfuhr aus den zu beiden Seiten des Motors (T-34) angeordneten Wasserkühlern sorgt ein Tangentiallüfterrad auf der Hauptwelle.
Im BT-7M und den ersten Modellen des T-34 war der Motor mit unzureichenden Luftfiltern ausgerüstet. Später wurden Zyklonfilter verbaut, welche die Lebensdauer des Motors deutlich erhöhten.

## Geschichte

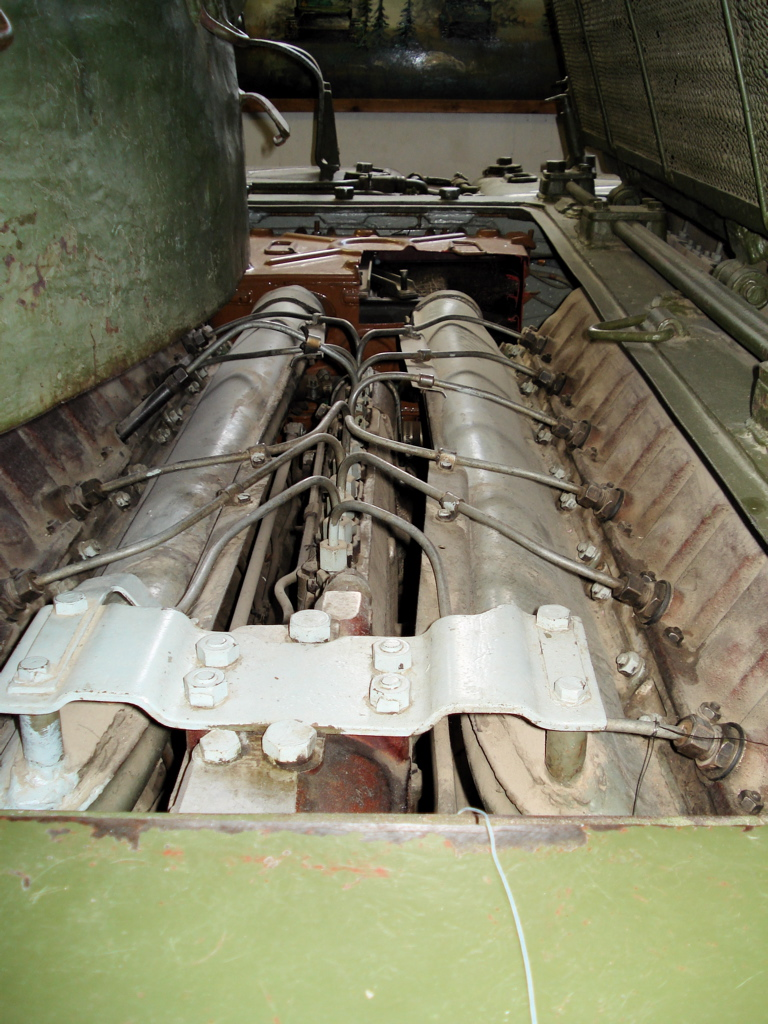
Quereinbau, hier im T-55

Der W-2-Dieselmotor wurde ab 1937 unter der Leitung von Konstantin Fedorowitsch Tschelpan (russisch Константин Федорович Челпан) in der Charkower Lokomotivfabrik „Komintern“ entwickelt. Tschelpan fiel 1938 den Stalinschen Säuberungen zum Opfer. Nach Tschelpans Verhaftung übernahm Alexander Alexandrowitsch Morosow die Leitung des für Motor und Antriebskomponenten zuständigen Entwicklerkollektivs. 1939 war der neue Motor serienreif, doch die neuen Panzertypen, für die er gedacht war (T-34 und KW-1), standen noch nicht zur Verfügung. Deshalb wurde der BT-7 auf die neue Maschine umgerüstet und als BT-7M (teilweise auch als BT-8 bezeichnet) in geringer Stückzahl produziert. Der BT-7M diente als Entwicklungsträger für Komponenten des künftigen T-34.
Oft wird behauptet, der W-2 sei aus dem Flugmotor Klimow M-100, der ein Lizenzbau des Hispano-Suiza HS 12Y war, entwickelt worden. Belastbare Quellen dazu sind kaum zu finden. Der Hispano-Suiza hat denselben Kolbendurchmesser, jedoch einen geringeren Hub von 170 mm. Eine britische Analyse aus dem Jahre 1944 gibt als Quelle für diese Behauptung einen (nicht zitierten) deutschen Bericht an, stellt aber im selben Satz fest, es gebe keine technischen Details des Motors, die diese Behauptung untermauern würden.
Die aus dem Christie-Panzer weiterentwickelten BT-Panzer verwendeten zunächst einen Lizenzbau des Liberty-Motors (Mikulin M-5), ab dem BT-7 wurde der Mikulin M-17T (ein Lizenzbau des BMW VI) eingebaut. Über eine Verwendung des Klimow M-100 in Panzern ist nichts bekannt.
Eine Abstammung des W-2 aus dem Flugmotorenbau ist dennoch mit Sicherheit anzunehmen.
Der neue Panzermotor wurde in allen mittleren und schweren sowjetischen Panzern des Zweiten Weltkrieges verwendet. Durch verschiedene Anbauaggregate und kleinere Modifikationen wurde er an das jeweilige Panzermodell angepasst. Für die schweren Panzer der KW- und später IS-Serie wurde das Seitenvorgelege kürzer untersetzt (13:1, T-34: 5,7:1), um mehr Drehmoment an der Kette zur Verfügung zu haben. Dadurch konnte der W-2 mit nur geringfügig gesteigerter Leistung auf Kosten der Geschwindigkeit auch schwere Panzer antreiben.
Nach dem Zweiten Weltkrieg wurde der W-2 schrittweise weiterentwickelt, haltbarer gemacht und seine Leistung gesteigert. Das Gewicht des Motors mit Nebenaggregaten stieg dadurch von etwa 750 bis auf 1100 kg an, während die Spitzenleistung von 500 auf über 1100 PS im W-93 gesteigert werden konnte. Dies konnte durch verbesserte Materialien, Detailverbesserungen und bessere Nebenaggregate erreicht werden, der Hauptteil der Leistungssteigerung geht auf die Einführung der Aufladung – zunächst mit einem mechanischen Radialgebläse vom Typ N-24 beim W-46 des T-72, später mit Turboladern – zurück. Hatten die W-2 im T-34 noch eine durchschnittliche Betriebsdauer von etwa 300–350 Stunden bis zum Ausfall, so kommen die neuesten Ausführungen wie der W-92 S2 oder W-93 auf über 1000 Betriebsstunden. Im zivilen Einsatz – mit deutlich weniger Leistung und verminderter Höchstdrehzahl – waren einzelne Motoren schon zu Beginn der 1970er-Jahre für 6000 Stunden ausgelegt. Heutige Modelle für den Einsatz als Hilfsdiesel werden vom Hersteller mit bis zu 12.000 Betriebsstunden zwischen Generalüberholungen angeboten. Für den zivilen Gebrauch werden auch Motorblöcke aus Gusseisen gefertigt, diese sind entsprechend deutlich schwerer.
Wurde der W-2 in allen Panzermodellen des Zweiten Weltkrieges und auch den danach entwickelten schweren Panzern bis zum T-10 längs eingebaut, so wurde mit der Entwicklung des T-44 zum ersten Mal im Panzerbau weltweit der Motor quer eingebaut. Dies bedingte eine komplette Neuentwicklung des Antriebsstranges; die Konfiguration wurde bis heute beibehalten und ist einer der Gründe für die im Vergleich zu westlichen Panzern kompakte Bauweise sowjetisch/russischer Kampfpanzer.
Ältere Panzermodelle wurden im Zuge von Kampfwertsteigerungen auch mit neueren Motoren ausgerüstet, um beispielsweise trotz aufgrund verstärkter Panzerung gestiegener Masse die Beweglichkeit zu erhalten oder zu steigern. Da sich die äußeren Abmessungen der Motoren in all den Jahren nur geringfügig änderten, war dies ohne grundlegende Änderungen an den Panzerwannen möglich. Teilweise wurden auch die originalen Motoren grundüberholt und mit neuen Anbauaggregaten, Luftfiltern oder Ladern versehen, die sich an den neueren Modellen bewährt hatten.
Zu Beginn der 1970er-Jahre wurde mit dem Motor W-46 des T-72 der erste Mehrstoffmotor der Baureihe entwickelt. Alle folgenden Baumuster behielten dieses Merkmal bei. Der W-46 erhielt anstelle der bis dahin verwendeten Trockensumpfschmierung eine Druckumlaufschmierung.
Das Bezeichnungssystem änderte sich im Laufe der Jahre mehrfach. Zunächst hieß der Motor einfach W-2, dann wurde mit einem Suffix das Panzermodell spezifiziert (W-2-34 für die T-34-, W-2K für die KW- sowie W-2IS für die IS-Serie). Während der Entwicklung des T-44 gab man dieses Prinzip auf und nannte den Motor nach dem Panzer W-44. Auch die Motoren der T-54 und -55 wurden W-54 respektive W-55 benannt; Untervarianten und spätere Weiterentwicklungen weiter durch Suffixe unterschieden. Dieses Prinzip wurde mit dem T-62 wieder verlassen, dessen Motor als W-55W bezeichnet wurde. Ab dem T-72 wurden die Nummern völlig anders vergeben; weder ist ein Bezug zur Bezeichnung des Panzers noch zur Leistung des Motors erkennbar, wie dies beispielsweise bei dem späteren W-84 mit 840 PS der Fall ist.
Insgesamt gesehen gibt es bei den Typenbezeichnungen sehr große Inkonsistenzen.

## Modelle

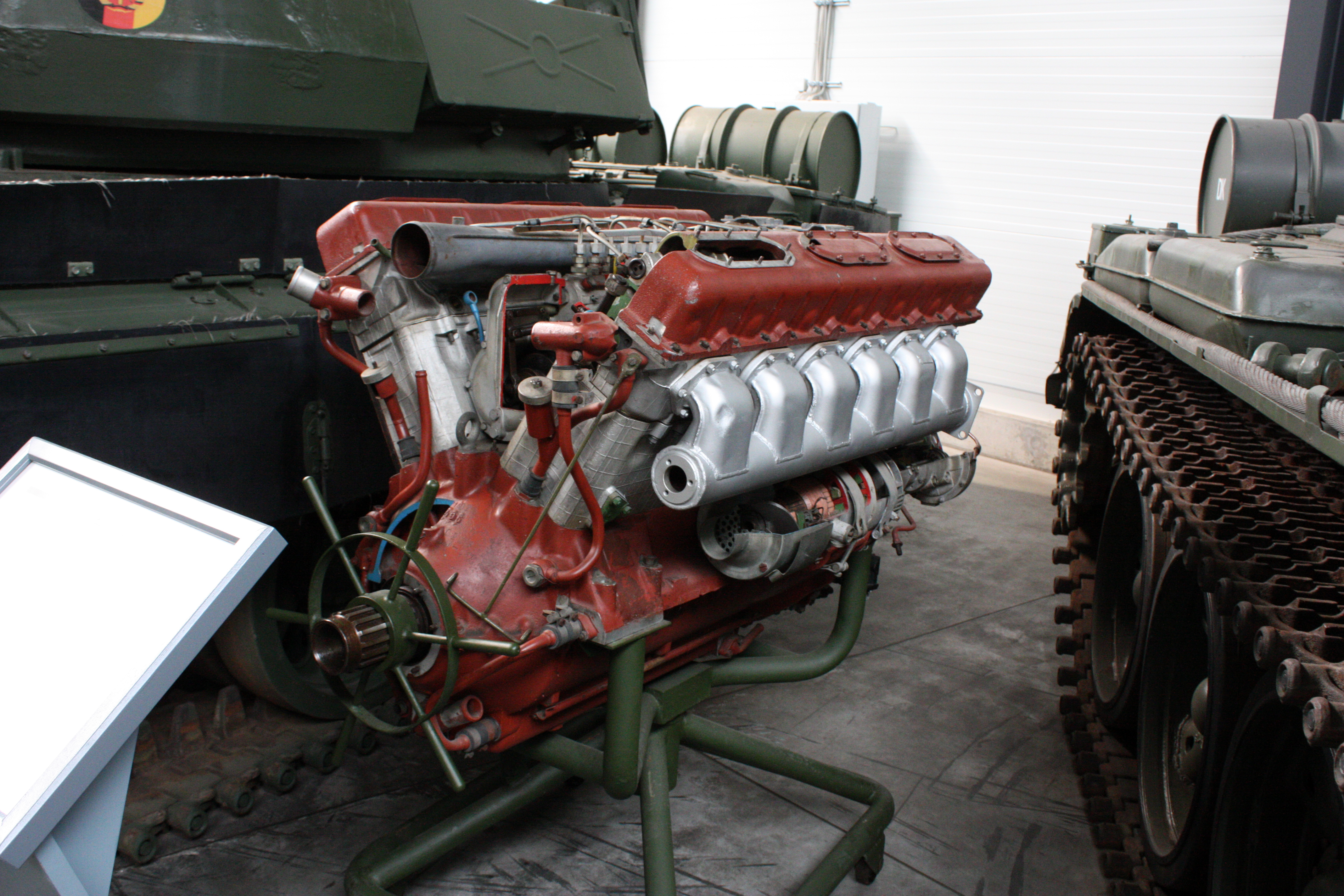
W-55U

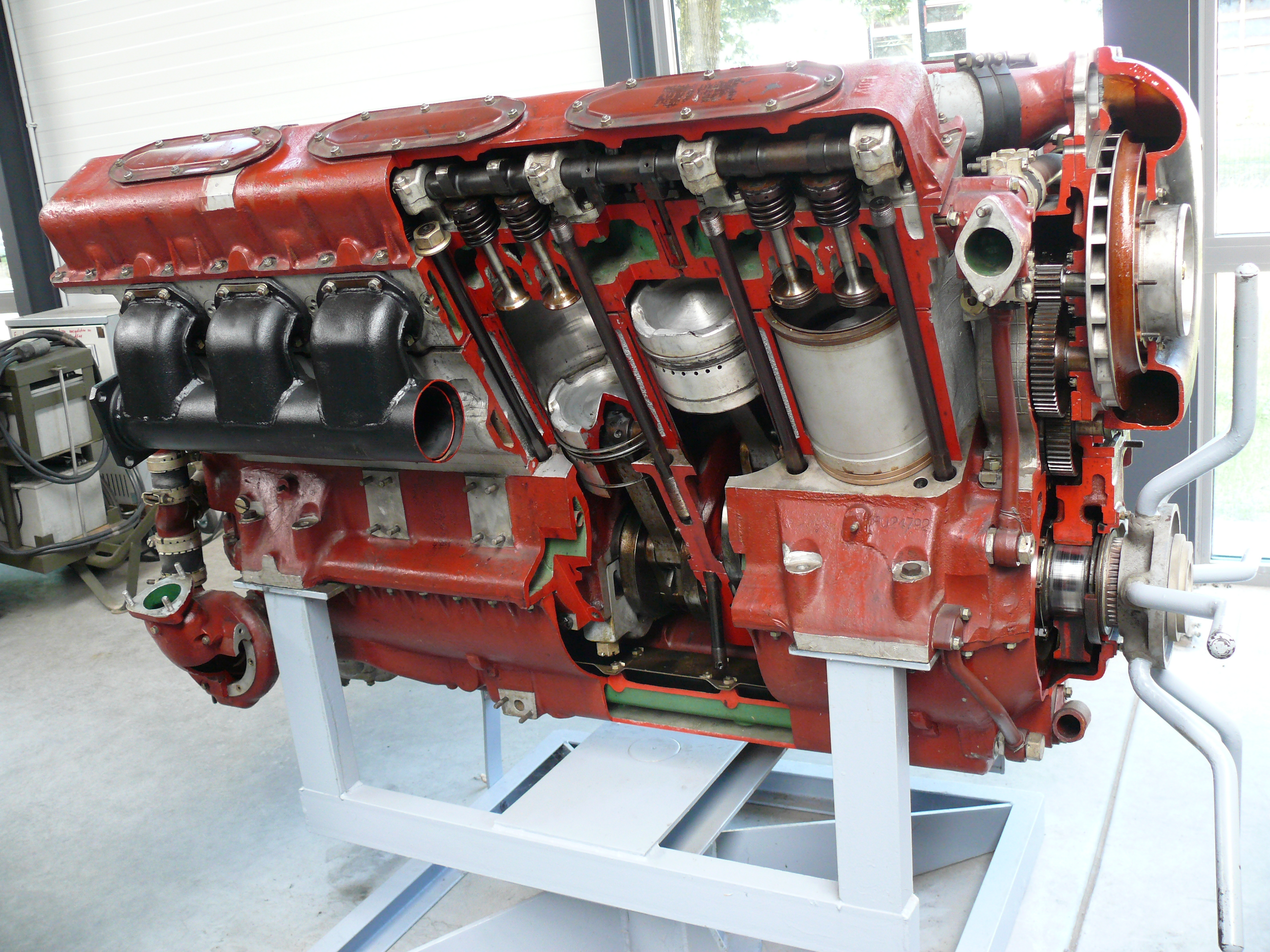
W-46-6

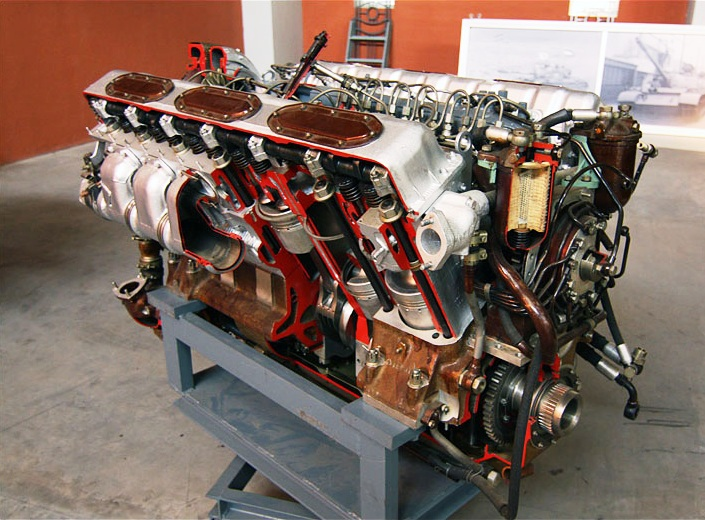
W-92 S2

Über alle Modellreihen hinweg wurde die Grundkonzeption und -konstruktion des Motors beibehalten. Während des Zweiten Weltkrieges wurde der Motor durch unterschiedliche Anbauaggregate und Getriebe an die verschiedenen Panzermodelle, in denen er zum Einsatz kam, angepasst. Davon unabhängig wurde er kontinuierlich verbessert.
Der W-2IS für die Panzer der IS-Serie unterschied sich vom Basismotor durch einen Schwungkraftanlasser, der das Anlassen von Hand ermöglichte, sowie Detailverbesserungen wie neue Zylinderkopfdichtungen aus Eisenasbest und einen Ölzutrittsflansch anstelle der zentralen Schmierstelle. Die beiden Luftfilter wurden nochmals verbessert und tragen die Bezeichnung „Multizyklon“.
Über den W-44 für das Zwischenmodell T-44 mit unveränderten Leistungsdaten wurde der W-2 zum W-54 für den T-54 weiterentwickelt. Wesentliche Änderungen waren der Einsatz verbesserter Werkstoffe, eine weiterentwickelte Multizyklon-Luftfilteranlage mit 16 Zyklonen, nunmehr drei Kraftstofffilter, die weitere Verringerung des Ölvolumens der Trockensumpfschmierung auf 85 l, eine verbesserte Vorwärmanlage und der Verzicht auf den Kompressor zur Füllung des Druckspeichers für die Druckluftanlassanlage. Die Spitzenleistung wurde moderat auf 520 PS bei 2000 min−1 angehoben. Durch eine andere Position der Wasser- und der Ölpumpe konnte die Bauhöhe wesentlich reduziert werden. Da seit dem T-44 der Motor nicht mehr längs, sondern quer eingebaut wurde, war ein neukonstruiertes Schaltgetriebe erforderlich.
Für den T-55 wurde der W-54 zum W-55 weiterentwickelt. Das Verdichtungsverhältnis wurde leicht auf 15,5–14:1 erhöht. Er leistete nunmehr 580 PS bei 2000 min−1. Die Luftfilteranlage besteht aus 54 Zyklonen, der Kraftstofffilter hat fünf Stufen. Das Ölvolumen der Trockensumpfschmierung wurde auf 82 l verringert, zum Ölfilter kam eine Ölzentrifuge hinzu. Die Druckluftspeicher der Druckluftanlassanlage werden bei laufendem Motor durch den von der oberen Vertikalwelle angetriebenen dreistufigen Kolbenkompressor gefüllt. Durch die Eigenversorgung mit Druckluft konnte die Hauptanlassbetriebsart von elektrisch auf Druckluft umgestellt werden.
Der nächste größere Sprung war der Motor W-46 für den T-72. Der Motor erhielt Vielstofffähigkeit und konnte nun neben Diesel auch mit Vergaserkraftstoff VK 79 (eine in der UdSSR und auch der DDR übliche Benzinsorte mit 79 ROZ) oder Kerosin TS-1 betrieben werden. Durch einen mechanischen Lader konnte die Maximalleistung auf 780 PS bei 2000 min−1 gesteigert werden. Der Lader wird von der Kurbelwelle mit einer Übersetzung von 1:13,33 angetrieben. Wegen der Umstellung auf Vielstoffbetrieb wurde die Einspritzpumpe NK-12M verbaut. Die Anzahl der Zyklone der Luftfilteranlage wurde auf 96 erhöht und um drei Nassfiltereinsätze ergänzt.
Die derzeit letzte Ausbaustufe des Designs ist der W-92 mit einer Spitzenleistung von über 1100 PS, einem Drehmoment von rund 4500 Nm und einem spezifischen Kraftstoffverbrauch von 158 g/PSh. Der Motor verfügt über einen Abgasturbolader, wiegt einbaufertig 1050 kg und wird im T-90 eingesetzt.

### Abkömmlinge
Der Dieselmotor W-6 wurde aus dem W-2 abgeleitet und stellt im Prinzip einen halbierten W-2 dar. Es handelt sich um einen Sechszylinderreihenmotor mit 19,11 l Hubraum, 150 mm Bohrung und 180 mm Hub. Er leistet 240 PS bei 1800−1 und hat ein maximales Drehmoment von 110 mkp (1079 Nm) bei 1200−1. Die Anbauaggregate wurden vom W-2 bzw. dessen späteren Varianten übernommen. Er wurde unter anderem in leichten Panzern wie dem PT-76 eingesetzt.
Unter der Bezeichnung D6 (russisch Д6, auch UD6, U1D6 usw.) gab es verschiedene zivile Varianten als Industriemotor. Sie kamen zum Beispiel in den Schneefräsen D-470 und DE-210 zum Einsatz und dienten als Antrieb von Diesellokomotiven wie der ТГК2 oder der ТУ4. Motoren der Typen D6 und 1D6 waren als Stationärmotoren vorgesehen, der Typ 2D6 als Antriebsmotor für Landfahrzeuge. Die Modelle 3D6, 3D6L, 3D6S usw. dienten als Hauptantrieb auf Schiffen, die Typen 6DS und 6DS-150 waren als Hilfsdiesel vorgesehen. Darüber hinaus gab es mehrere Untervarianten des 1D6 für den Antrieb von mobilen und stationären Stromaggregaten, bei 1500−1 leisteten die Motoren meist 150 PS. Bei der NVA waren für diesen Zweck mit Stand 1979 Motoren der Typen 1D6B, 1D6W, 1D6WB, 1D6BA, 1D6KS, 1D6-150, 1D6-150AD, 1D6S-150M und 7D6DS in unterschiedlichen Aggregaten im Einsatz. Für die zivilen Anwendungen wurden Motorenblöcke wahlweise aus Grauguss oder auch aus Aluminium gefertigt. Die Modelle unterschieden sich ansonsten hauptsächlich in den Anbauteilen.

## Technische Daten
| Name deutsch russisch         | Bohrung (mm) | Hub (mm)    | Nennleistung [PS (kW) / min−1] | Hubraum (l) | Max. Drehmoment [kp·m (N·m) / min−1] | Ver- dichtung | spez. Verbrauch [g/PSh (g/kWh)] | Kraftstoff | Länge (mm) | Breite (mm) | Höhe (mm) | Gewicht (kg) | Baujahr (ab) | Lage  | Aufladung   | Verwendung                                                 | Lebensdauer (Betriebs- stunden) |
| ----------------------------- | ------------ | ----------- | ------------------------------ | ----------- | ------------------------------------ | ------------- | ------------------------------- | ---------- | ---------- | ----------- | --------- | ------------ | ------------ | ----- | ----------- | ---------------------------------------------------------- | ------------------------------- |
| W-2 В-2                       | 150          | 180 / 186,7 | 500 (367,5) / 1800             | 38,88       | 220 (2157,5) / 1200                  | 1:14-15       | 275 (374)                       | Diesel     |            |             |           | 950          | 1939         | längs | Saugdiesel  | BT-7M, A-20, A-32, T-34 Modelle bis 1940                   |                                 |
| W-2W В-2В                     | 150          | 180 / 186,7 | 375 (276) / ?                  | 38,88       |                                      | 1:14-15       |                                 | Diesel     |            |             |           |              | 1939         | längs | Saugdiesel  | Woroschilowez                                              |                                 |
| W-2-34 В-2-34                 | 150          | 180 / 186,7 | 450 (331) / 1750               | 38,88       | 220 (2157,5) / 1200                  | 1:14-15       | 275 (374)                       | Diesel     |            |             |           | 950          | 1941         | längs | Saugdiesel  | T-34 ab 1941, SU-85, SU-100, SU-122, OT-34, T-34-100, T-43 | ~300                            |
| W-2K В-2К                     | 150          | 180 / 186,7 | 600 (441) / ?                  | 38,88       | 220 (2157,5) / 1200                  | 1:14-15       | 275 (374)                       | Diesel     |            |             |           | 950          | 1940         | längs | Saugdiesel  | KW-1, KW-1S, KW-2, KW-85, KW-8, KW-9, KW-13                |                                 |
| W-2IS В-2ИС                   | 150          | 180 / 186,7 | 520 (382,5) / 2000             | 38,88       | 230 (2255,5) / 1200                  | 1:14-15       | 275 (374)                       | Diesel     |            |             |           | 950          | 1943         | längs | Saugdiesel  | IS-85, IS-2                                                |                                 |
| W-2ISS В-2ИСС                 | 150          | 180 / 186,7 | 520 (382,5) / 2000             | 38,88       | 230 (2255,5) / 1200                  | 1:14-15       | 275 (374)                       | Diesel     |            |             |           | 950          | 1945         | längs | Saugdiesel  | IS-3                                                       |                                 |
| W-2-34M В-2-34М               | 150          | 180 / 186,7 | 500 (367,5) / 1800             | 38,88       | 220 (2157,5) / 1200                  | 1:14–15       | 275 (374)                       | Diesel     |            |             |           | 950          | 1944         | längs | Saugdiesel  | T-34/85, OT-34/85                                          |                                 |
| W-2-34M11 В-2-34М11           | 150          | 180 / 186,7 | 500 (367,5) / 1800             | 38,88       | 220 (2157,5) / 1200                  | 1:14–15       | 275 (374)                       | Diesel     |            |             |           | 950          |              | längs | Saugdiesel  | T-34/85 Modernisierung                                     |                                 |
| W-44 В-44                     | 150          | 180 / 186,7 | 500 (367,5) / 1800             | 38,88       | 220 (2157,5) / 1200                  | 1:14–15       |                                 | Diesel     |            |             |           | 950          | 1944         | quer  | Saugdiesel  | T-44, T-44-100                                             |                                 |
| W-54 В-54                     | 150          | 180 / 186,7 | 520 (382,5) / 2000             | 38,88       | 230 (2255,5) / 1300                  | 1:14–15       | 185 (251,5)                     | Diesel     |            |             |           |              | 1949/50      | quer  | Saugdiesel  | T-44M, T-54, OT-54, MTU-12                                 |                                 |
| W-54-6 В-54-6                 | 150          | 180 / 186,7 | 580 (426,5) / ?                | 38,88       |                                      | 1:14–15       | 185 (251,5)                     | Diesel     |            |             |           |              | 1954         | quer  | Saugdiesel  | T-54M                                                      |                                 |
| W-54-105 В-54-105             | 150          | 180 / 186,7 | 400 (294) / ?                  | 38,88       |                                      | 1:14–15       |                                 | Diesel     |            |             |           |              | 1954/55      |       | Saugdiesel  | SU-152G, SU-100P, 1S32                                     |                                 |
| W-54B В-54Б                   | 150          | 180 / 186,7 | 520 (382,5) / 2000             | 38,88       | 230 (2255,5) / 1300                  | 1:14–15       | 185 (251,5)                     | Diesel     |            |             |           |              |              | quer  | Saugdiesel  | T-54B                                                      |                                 |
| W-54P В-54П                   | 150          | 180 / 186,7 | 350 PS (257 kW)                | 38,88       |                                      | 1:14–15       |                                 | Diesel     |            |             |           |              |              | längs | Saugdiesel  | PTS-M                                                      |                                 |
| W-54K-IS В-54К-ИС             | 150          | 180 / 186,7 | 520 (382,5) / 2000             | 38,88       | 230 (2255,5) / 1300                  | 1:14–15       | 185 (251,5)                     | Diesel     |            |             |           |              | 1960         | längs | Saugdiesel  | IS-3M                                                      |                                 |
| W-55 В-55                     | 150          | 180 / 186,7 | 580 (426,5) / 2000             | 38,88       | 230 (2255,5) / 1300                  | 1:14–15,5     | 173 (235)                       | Diesel     |            |             |           |              | ~1963        | quer  | Saugdiesel  | T-54AM, T-54M, T-55, MTU-20                                |                                 |
| W-55W В-55В                   | 150          | 180 / 186,7 | 580 (426,5) / 2000             | 38,88       | 230 (2255,5) / 1300                  | 1:14–15,5     |                                 | Diesel     |            |             |           |              | 1961         | quer  | Saugdiesel  | T-55 (1981), T-62, BTR-T                                   |                                 |
| W-55U В-55У                   | 150          | 180 / 186,7 | 620 (456) / 2000               | 38,88       | 235 (2304,5) / 1250                  | 1:14–15,5     |                                 | Diesel     |            |             |           |              | 1983         | quer  | Saugdiesel  | T-55M, T-55AM                                              |                                 |
| W-58 В-58                     | 150          | 180 / 186,7 | 710 (522) / 2000               | 38,88       |                                      |               | 180 (245)                       | Vielstoff  |            |             |           |              |              |       | Turbolader  | MAZ-7912 und MAZ-7917                                      |                                 |
| W-59MS В-59МС                 | 150          | 180 / 186,7 | 520 (382,5) / 2000             | 38,88       |                                      |               | 170 (231)                       | Vielstoff  | 1675       | 825         | 897       | 950          |              |       | Turbolader  | 2S3, 2S4, 2S5                                              |                                 |
| W-30B В-30Б                   | 150          | 180 / 186,7 | 300 (220) / 1500               | 38,88       | 165 (1620) / 1000–1100               |               | 165 (224,5)                     | Diesel     |            |             |           |              |              |       | Saugdiesel  | frühe DET-250                                              |                                 |
| W-31M4 В-31М4                 | 150          | 180 / 186,7 | 335 (246,5) / 1400             | 38,88       |                                      |               | 165 (224,5)                     | Vielstoff  | 1794       | 825         | 897       | 1000         |              |       | Turbolader  | DET-250                                                    |                                 |
| W-36F В-36Ф                   | 150          | 180 / 186,7 | 640 (470,5) / ?                | 38,88       |                                      |               |                                 |            |            |             |           |              | 1963         | quer  |             | Objekt 166M (T-62-Prototyp)                                |                                 |
| W-38 В-38                     | 150          | 180 / 186,7 | 600 (441,5) / ?                | 38,88       |                                      |               |                                 |            |            |             |           |              | 1968         | längs |             | MAZ-547                                                    |                                 |
| W-401 (A-401G) В-401 (А-401Г) | 150          | 180 / 186,7 | 415 (305) / ?                  | 38,88       |                                      |               |                                 |            |            |             |           |              |              | längs |             | BAT-M, AT-T                                                |                                 |
| W-45 В-45                     | 150          | 180 / 186,7 | 780 (573,5) / 2000             | 38,88       | 315 (3089) / 1400                    | 1:14–15       |                                 | Vielstoff  |            |             |           |              | 1966         | quer  |             | Objekt 172 (T-72-Prototyp)                                 |                                 |
| W-46 В-46                     | 150          | 180 / 186,7 | 780 (573,5) / 2000             | 38,88       | 315 (3089) / 1400                    | 1:14–15       | 180 (224,5)                     | Vielstoff  | 1480       | 896         | 902       | 980          | 1971         | quer  | mech. Lader | T-72, T-72M, T-72M1                                        |                                 |
| W-46-6 В-46-6                 | 150          | 180 / 186,7 | 780 (573,5) / 2000             | 38,88       | 315 (3089) / 1400                    | 1:14–15       | 180 (244,5)                     | Vielstoff  | 1480       | 896         | 902       | 980          | 1973         | quer  | mech. Lader | T-72, T-72A, 2S6 Tunguska, 2S7, MT-T                       |                                 |
| W-46-5M В-46-5М               | 150          | 180 / 186,7 | 690 (507,5) / 1900             | 38,88       |                                      |               | 180 (244,5)                     | Vielstoff  |            |             |           |              | 1983         | quer  |             | T-62M, T-55AM                                              |                                 |
| W-26 В-26                     | 150          | 180 / 186,7 | 700 (515) / ?                  | 38,88       |                                      |               |                                 |            |            |             |           |              | 1961         | quer  |             | Objekt 167                                                 |                                 |
| W-84-1 В-84-1                 | 150          | 180 / 186,7 | 840 (618) / 2000               | 38,88       |                                      |               | 182 (247,5)                     | Vielstoff  | 1560       | 896         | 902       | 1020         | 1985         | quer  | mech. Lader | T-72B, 2S19                                                |                                 |
| W-84 В-84                     | 150          | 180 / 186,7 | 840 (618) / 2000               | 38,88       |                                      |               | 182 (247,5)                     | Vielstoff  | 1560       | 896         | 902       | 1020         | 1987         | quer  | mech. Lader | T-72S, MTU-72, 2S7                                         |                                 |
| W-84MS В-84МС                 | 150          | 180 / 186,7 | 840 (618) / 2000               | 38,88       | 340 (3334,5) / ?                     |               | 182 (247,5)                     | Vielstoff  | 1560       | 896         | 902       | 1020         | ~1991        | quer  | mech. Lader | T-90S, PTS-4                                               |                                 |
| W-12 В-12                     | 150          | 180 / 186,7 | 750 (551,5) / ?                | 38,88       |                                      |               |                                 |            |            |             |           |              | 1947         | längs |             | IS-4                                                       |                                 |
| W-12-5 В-12-5                 | 150          | 180 / 186,7 | 700 (515) / ?                  | 38,88       |                                      |               |                                 |            |            |             |           |              | 1953         | längs |             | T-10                                                       |                                 |
| W-12-6B В-12-6Б               | 150          | 180 / 186,7 | 750 (551,5) / ?                | 38,88       |                                      |               |                                 |            |            |             |           |              | 1957         | längs |             | T-10M                                                      |                                 |
| W-92 S2 В-92 С2               | 150          | 180 / 186,7 | 1000 (735,5) / 2000            | 38,88       |                                      |               | 156 (212)                       | Vielstoff  | 1560       | 896         | 902       | 1020         | ~1991        | quer  | Turbolader  | T-90S, MTU-90                                              |                                 |
| W-93 В-93                     | 150          | 180 / 186,7 | 1120 (824) / 2000              | 38,88       | 461 (4521) / ?                       |               | 158 (215)                       | Vielstoff  | 1560       | 896         | 909       | 1050         | ~1991        | quer  | Turbolader  | T-90S                                                      | 1000–1200                       |
| Name deutsch russisch         | Bohrung (mm) | Hub (mm)    | Nennleistung [PS (kW) / min−1] | Hubraum (l) | Max. Drehmoment [kp·m (N·m) / min−1] | Ver- dichtung | spez. Verbrauch [g/PSh (g/kWh)] | Kraftstoff | Länge (mm) | Breite (mm) | Höhe (mm) | Gewicht (kg) | Baujahr (ab) | Lage  | Aufladung   | Verwendung                                                 | Lebensdauer (Betriebs- stunden) |
| D12A Д12А                     | 150          | 180 / 186,7 | 300 (220) / 1500               | 38,88       |                                      | 1:14–15       |                                 | Diesel     |            |             |           | 1300         | 1951         | längs | Saugdiesel  | MAZ-525                                                    |                                 |
| D12A-375 Д12А-375             | 150          | 180 / 186,7 | 375 (286) / 1650               | 38,88       | 169,2 (1659) / 1100                  | 1:14–15       | 165 (224)                       | Diesel     |            |             |           |              |              | längs | Saugdiesel  | MAZ-535, MAZ-538, BelAZ-540                                |                                 |
| D12A-450 Д12А-450             | 150          | 180 / 186,7 | 450 (331) / 1800               | 38,88       |                                      | 1:14–15       |                                 | Diesel     |            |             |           |              |              | längs | Saugdiesel  | MAZ-530                                                    |                                 |
| D12A-525 Д12А-525             | 150          | 180 / 186,7 | 525 (386) / 2100               | 38,88       | 219,2 (2150) / 1200–1400             | 1:14–15       |                                 | Diesel     |            |             |           |              |              | längs | Saugdiesel  | MAZ-537, MAZ-543, BelAZ-7421                               |                                 |
| D12AS Д12АС                   | 150          | 180 / 186,7 | 300 (220) / 1500               | 38,88       |                                      | 1:14–15       | 165 (224)                       | Diesel     |            |             |           |              |              | längs | Saugdiesel  | Antrieb von Wasserpumpen                                   |                                 |
| D12B-2K Д12Б-2К               | 150          | 180 / 186,7 | 330 (243) / 1500               | 38,88       |                                      | 1:14–15       | 172 (234)                       | Diesel     |            |             |           |              |              | längs | Saugdiesel  | Antrieb von Generatoren 1                                  |                                 |
| 1D12 1Д12                     | 150          | 180 / 186,7 | 330 (243) / 1500               | 38,88       |                                      | 1:14–15       | 170 (231)                       | Diesel     |            |             |           |              |              | längs | Saugdiesel  | Antrieb von Generatoren                                    |                                 |
| 1D12B 1Д12Б                   | 150          | 180 / 186,7 | 420 (309) / 1600               | 38,88       |                                      | 1:14–15       | 165 (224)                       | Diesel     |            |             |           |              |              | längs | Saugdiesel  | Antrieb von Bohrgeräten                                    |                                 |
| 1D12BM 1Д12БМ                 | 150          | 180 / 186,7 | 400 (294) / 1600               | 38,88       |                                      | 1:14–15       | 167 (227)                       | Diesel     |            |             |           |              |              | längs | Saugdiesel  | Schneefräsen, z. B. D-902 2                                |                                 |
| 1D12-400 1Д12-400             | 150          | 180 / 186,7 | 400 (294) / 1600               | 38,88       |                                      | 1:14–15       | 172 (234)                       | Diesel     |            |             |           |              |              | längs | Saugdiesel  | Rangierlokomotiven 3                                       |                                 |
| 2D12B 2Д12Б                   | 150          | 180 / 186,7 | 300 (220) / 1350               | 38,88       |                                      | 1:14–15       | 165 (224)                       | Diesel     |            |             |           |              |              | längs | Saugdiesel  | Baumaschinen, Bagger, Krane, Schneefräse D-450             |                                 |
| 3D12A 3Д12А                   | 150          | 180 / 186,7 | 300 (220) / 1500               | 38,88       |                                      | 1:14–15       | 172 (234)                       | Diesel     |            |             |           |              |              | längs | Saugdiesel  | Schiffsdiesel (Hauptmotor) 4                               |                                 |
| 3D12AL 3Д12АЛ                 | 150          | 180 / 186,7 | 300 (220) / 1500               | 38,88       |                                      | 1:14–15       | 172 (234)                       | Diesel     |            |             |           |              |              | längs | Saugdiesel  | Schiffsdiesel (Hauptmotor) 4 5                             |                                 |
| 7D12 7Д12                     | 150          | 180 / 186,7 | 330 (243) / 1500               | 38,88       |                                      | 1:14–15       | 172 (234)                       | Diesel     |            |             |           |              |              | längs | Saugdiesel  | Schiffsdiesel (Hilfsdiesel) 6                              | 12.000                          |

Es standen nicht für jedes Modell alle Daten zur Verfügung. Die Drehmomentangabe in Siegert/Hanske: Kampfpanzer der NVA erfolgt in mkg; in diesem Artikel ist die in dieser Angabe fehlende Beschleunigung hinzugefügt (mkp). In Karpenko: Sowjetisch-Russische Panzer sind die Drehzahlen für Nennleistung und maximales Drehmoment nicht angegeben.